# Justin Parker
Justin Parker – brytyjski producent muzyczny i twórca tekstów piosenek.
Współpracował z takimi artystami jak Lana Del Rey, Banks, Rihanna, Mikky Ekko, czy Bat for Lashes.